# 川军抗日阵亡将士纪念碑
川军抗日阵亡将士纪念碑，位于中华人民共和国四川省成都市青羊区人民公园东门外，为中国著名雕塑家刘开渠的作品，意为纪念川军为抗日战争所做出的巨大贡献，纪念碑最初于1944年7月7日正式建成，竖立在成都东门城门洞，即川军出川抗日征程的起点。
1960年代文革時，銅像是以“國民黨兵痞”的罪名，慘遭砸毀。1985年后，成都市人民政府邀请原作者、时已年逾八旬的刘开渠作指导，按照原貌并放大重塑此纪念碑，安放于东门二环路万年场十字路口中心位置，于1989年8月15日正式剪彩。2007年8月15日，因万年场路口交通改造，该纪念碑正式移立于成都市人民公园东门外，此处也正是1937年川军出川抗日誓师大会的召开地。
每年“七七”抗战纪念日、“八一五”抗战胜利纪念日、“九三”抗战胜利纪念日、“九一八”纪念日等与抗日战争有关的纪念日，都会有民众来到纪念碑前自发献花。